# Onkel Zwieback
Onkel Zwieback oder Zwiebo, (* 19. Mai 1981 in Bonn; bürgerlich André Fuchs) ist ein deutscher Musik- und Filmproduzent.

## Leben
2004 produzierte er zusammen mit Champagner das erste Album „Das Mundwerk“ des deutschen Rappers und Jungtalents F.R., welches über das Label Rec.On Entertainment veröffentlicht wurde und unter anderem den experimentellen Titel „Wetten, dass“ beinhaltet, auf dem auch Zwieback vertreten ist.
Im März 2008 veröffentlichte Zwieback sein Debütalbum Mach was du nicht lassen kannst. Das Album wurde von SoBeHo Records veröffentlicht, wo Zwieback unter Vertrag war. Für den Zeitraum vom 24. Dezember 2008 bis zum 31. Dezember 2008 ging Onkel Zwieback mit DJ Tomekk auf ihre „Steh auf Clubtour 2008“ auf Tour in Deutschland, Österreich und der Schweiz.
Am 26. November 2010 veröffentlichte er sein 2. Soloalbum Zwiespalt über SoBeHo Records. Von 2008 bis 2011 studierte Andre Fuchs Medienkulturwissenschaften und Medienmanagement an der Universität zu Köln und schaffte sich so eine Grundlage für die Filmproduktion. Seinen ersten offiziellen Werbespot „Die PARTEI Ist Da“ produzierte Zwieback 2017 für Die PARTEI. Dieser beinhaltet Features von Serdar Somuncu, Nilo und Dr. Mark Benecke. Nach ein paar Filmproduktionen für DHL produzierte Andre Fuchs seinen zweiten offiziellen Werbespot „Werde einer von uns“ für DHL.

## Diskografie

### Studioalben
- 2004: Mundwerk (F.R.)
- 2008: Ride With Us (One 7)
- 2008: Mach was du nicht lassen kannst
- 2011: Zwiespalt
- 2011: Ghetto Kabarett (Carolin Kebekus)
- 2011: Dafür Kommt Man In Den Knast (Serdar Somuncu)
- 2011: Botox (Fifty Sven)
- 2011: Gipsy No.1 (Nilo)
- 2013: Wir Beide (Zwieback & T)
- 2013: Pop Rocks (Nilo)

### Singles
- 2007: Drehen am Rad (Black 'N' Proud)
- 2008: Mach was
- 2008: El Mariachi
- 2011: Pussy Terror (Carolin Kebekus)
- 2011: Gipsy No.1 (Nilo)
- 2011: Meine Nummer 1 (Nilo feat. Onkel Zwieback)
- 2011: Freitagnacht
- 2013: Ja Ja (Nilo)
- 2013: Dicke Eier (Zwieback & T)
- 2013: Crackbitch (Nilo)

### Sonstige
- 2008: Den ersten Schritt auf Deutschlands vergessene Kinder
- 2008: No Risk no Fun (Juice Exclusive! auf Juice-CD #80) von F.R.
- 2008: Wenn meine Single erscheint auf Rap.de – Sampler
- 2008: So Viel Liebe auf This Is Cologne Vol.1 (HipHop.de – Sampler)
- 2010: Rapidshare Theme (für Rapidshare) von Onkel Zwieback
- 2010: Mein 30er auf Momentaufnahmen von Big Toon
- 2011: Der Beste Mensch der Welt (Amazon.de Exclusive Track zu Ganz Normaler Wahnsinn) von F.R.

### Produktionen
- 2006: Es Ist Wie's Ist auf Mittelweg (Album) von F.R.
- 2006: Wunschkonzert auf Mittelweg (Album) von F.R.
- 2007: Holy Moly (feat. Onkel Zwieback) auf "Feuer über Deutschland Vol.2 (DVD) von Team Popbizenemy
- 2007: Ich will so sein wie... (feat. Onkel Zwieback) auf Whities with attitude (Album) von Black 'N' Proud
- 2007: Öfter Reden auf Whities with attitude (Album) von Black 'N' Proud
- 2007: Gezeichnete Helden auf Whities with attitude (Album) von Black 'N' Proud
- 2007: S auf der Brust (feat. Kaas & Franky Kubrick) auf Whities with attitude (Album) von Black 'N' Proud
- 2007: Gunshot Theme (feat. Onkel Zwieback) auf Whities with attitude (Album) von Black 'N' Proud
- 2008: Nenne mir einen auf Rap braucht Abitur (Single) von F.R.
- 2008: Prison auf Vorsicht, Stufe! (Album) von F.R.
- 2008: Geister und Dämonen (feat. Olli Banjo) auf Vorsicht, Stufe! (Album) von F.R.
- 2009: And the summer (Club Edit) auf And the summer (Single) von Sina
- 2010: So Invincible (Zwiemix) auf So Invincible(Single) von Victoria
- 2010: Hangin' On a String (Zwiemix) auf Hangin' On a String (Single) von Sina
- 2010: Batmanstyle auf Rennen Rap (und es läuft korrekt) (Album) von Black 'N' Proud
- 2010: (Aus)gezeichnete Helden 2.1 auf Rennen Rap (und es läuft korrekt) (Album) von Black 'N' Proud
- 2011: Favorite vs. Carolin Kebekus auf Christoph Alex (Album) von Favorite
- 2015 Deutscher Comedy Preis 2015 Intro (feat. Carolin Kebekus)
- 2015 Pussyterror TV – Introsong (feat. Carolin Kebekus)
- 2016 Alphapussy – Tourmusik (feat. Carolin Kebekus)
- 2016 First Aid Ladies (ASB)
- 2017 Die PARTEI Ist Da, Werbespot (Die PARTEI)
- 2017 Wir Sind 200.000, nationale Version (Deutsche Post DHL Group)
- 2018 We Are 200.000, internationale Version (Deutsche Post DHL Group)
- 2018 WERDE-EINER-VON-UNS, Werbespot (Deutsche Post DHL Group)
- 2019 PussyNation – Tourmusik (feat. Carolin Kebekus)